# Социология молодёжи
Социоло́гия молодёжи — отрасль социологии, изучающая молодёжь как социальную общность, особенности социализации вступающих в жизнь поколений, особенности образа жизни молодёжи, формирования её жизненных планов, целей и ценностных ориентаций, в том числе профессиональных, социальную мобильность, выполнения различных социальных ролей различными группами молодёжи.
Социологию молодёжи следует отличать от ювенологии — комплексной дисциплины, изучающей молодёжь как социально-возрастную группу и объединяющей социологический, психологический, политологический, культурологический, сексологический, этический и другие подходы.

## История социологии молодёжи
Карл Маркс и Фридрих Энгельс рассматривали молодёжь как каждое новое поколение, наследующее и продолжающее традиции старшего поколения. По их мнению, молодёжь с одной стороны продолжает унаследованную деятельность, а с другой стороны благодаря трудовой деятельности видоизменяет старые условия.
Позже, в конце XIX века Эмиль Дюркгейм исследовал особенности и пути вхождения молодёжи в те или иные структуры общества. Впоследствии данные исследования были продолжены американскими (Толкотт Парсонс, Роберт Мертон, Нейл Смелзер и др.), российскими (В. Т. Лисовский, Н. М. Блинов и др.), эстонскими и белорусскими социологами.

## Понятие «молодёжь»
В. Т. Лисовский так определил молодёжь в 1968 году: «это поколение людей, проходящих стадию социализации, усваивающих образование, профессиональные, культурные и другие социальные функции». Игорь Кон определял молодёжь как социально-демографическую группу, выделяющуюся на основе совокупности возрастных характеристик, особенности социального положения, и обусловленную социально-психологическими свойствами.
Основаниями для выделения молодёжи в отдельную группу стали: возраст, статус, ролевые функции. Однако, до сих пор не существует единого мнения по поводу возрастной границы. В Древнем Китае молодёжь составляли лица до 20 лет, Пифагор же определял молодость в рамках от 20 до 40 лет, называя это «Лето жизни».
На международном симпозиуме, проведенным в 1965 году в Москве, было дано определение юношеского возраста:
17 — 21 год для юношей и 16 — 20 лет для девушек. Однако современные учёные считают, что границы весьма условны и примерно молодёжь можно определить в возрасте от 13 до 35 лет. Весь этот интервал можно поделить на 3 подраздела:
1. подростки до 18 лет
2. молодёжь в возрасте от 18 до 24 лет
3. молодые взрослые от 24 до 35 лет.

## Функции молодёжи
Молодёжь, в силу своих особенностей, выполняет особые социальные функции, порой противоречивые и неоднозначные. Таким образом, молодёжь:
1. наследует достигнутый уровень развития общества и государства;
2. имеет свои цели и интересы, которые не всегда совпадают с государственными и общественными;
3. отличается определёнными ценностными ориентациями, духовной нравственностью и недостатком жизненного опыта, что повышает вероятность ошибки при принятии решения; с другой стороны, молодёжь является объектом и субъектом социализации, адаптации и воспитания[3];
4. является, с одной стороны, главным участником социальной мобильности экономической инициативы, с другой — демонстрирует неполное включение в социально-политические отношения, индифферентность;
5. как социальный слой — является источником социально-экономического и духовного возрождения страны, но также может иметь отношение к криминалу, наркомании и другим девиациям.